# Rimase uno solo e fu la morte per tutti
Rimase uno solo e fu la morte per tutti è un film di genere spaghetti western del 1971 diretto da Edoardo Mulargia.
La pellicola ha per protagonisti Tony Kendall e James Rogers.

## Trama
Due fratelli, lo sceriffo Dakota e Slim, sono alle prese con una banda di rapinatori. Il capo di questi ultimi riesce a far incriminare e punire con detenzione Dakota, "reo" di aver ucciso i compagni di scorta a una diligenza e di aver rapinato la notevole somma di denaro in essa contenuta. A Dakota ovviamente, è tolta anche la stella di sceriffo. Ma Slim libera il fratello. I due riescono a mettere in difficoltà la banda, i cui componenti decidono di fare un ultimo colpo e poi trovare rifugio oltre frontiera.